# NoteEdit
NoteEdit era un programa d'edició musical per a Linux i altres sistemes informàtics semblants. Estava escrit en C++, utilitzava el conjunt d'eines Qt i s'integrava amb KDE. Erà publicat sota la Llicència Pública General de GNU, NoteEdit fou distribuït com a programari lliure.